# Suzanne Moons
Suzanne Moons-Lepetit (née le 9 août 1901 à Meaux et morte le 2 septembre 1946 à Saint Gilles) est une résistante belge de la Seconde Guerre mondiale. Membre de la Jeunesse ouvrière chrétienne, elle rejoint le Comité de défense des Juifs, où elle a pour mission de trouver des lieux d'accueil pour cacher des enfants juifs. Sous le pseudonyme « Brigitte » , elle a contribué au sauvetage de centaines d'enfants.

## Biographie
Suzanne Lepetit est née le 9 août 1901 à Meaux. Elle est la fille d'Auguste Lepetit (1872-1915), directeur des Galeries parisiennes, et Pamela Le Monnier (1875-1925).
Le 21 janvier 1920, elle épouse le sous lieutenant médecin Jean Théophile Ghislain Arthur Moons (1894-1924) à Schaerbeek. Ils ont un fils, le marionnettiste André Moons (1923-1988). Jean Moons meurt prématurément en 1924.
Suzanne Moons est une militante catholique, membre de la Jeunesse ouvrière chrétienne (JOC). Elle rejoint le Comité de défense des Juifs, recrutée par Jean Doisy, lui même chargé par Emile Hambresin de trouver « une dame » pour aider à la cache des enfants juifs. Elle accepte tout de suite et, dès le lendemain, elle est affectée à la section Enfants qui a pour but de trouver des lieux d'accueils, familles ou institutions, pour les enfants juifs afin de les sauver de la déportation et place un premier groupe de fillettes dans un pensionnat à Leuw-Saint-Pierre. Elle fait partie de la quinzaine de personnes non juives actives au sein du Comité,,. Elle est chargée de la recherche de lieux d'accueil, avec Yvonne Jospa, Andrée Geulen et Ida Sterno. Elle démarche plus particulièrement des établissements catholiques et, pour cela, parcourt le pays du nord au sud. Andrée Geulen raconte qu'elle disposait d'une lettre d'accréditation émanant d'une des plus hautes autorités ecclésiastiques du pays et que, par conséquent, l'accueil qui lui était réservé était souvent favorable. Elle contribue ainsi directement au placement de quelque six cents enfants, selon ses collaborateurs, bien qu'un compte exact n'ait pas été fait,.
Elles parviennent à constituer un réseau de 138 institutions et 700 familles d'accueil, ce qui permet au Comité de défense des juifs de sauver 3 000 enfants[réf. nécessaire]. D'autres personnes, les convoyeuses, dont Paule Renard, Claire Murdoch et Andrée Geulen, sont chargées d'escorter les enfants vers leurs lieux d'accueil. Les payeuses, dont Judith van Monfort visitent les enfants et veillent à l'approvisionnement et à la rémunération des familles. Estera Heiber élabore un système de listes chiffrées, répartissant les informations dans cinq cahiers qui ne peuvent rien révéler séparément. Les tâches sont soigneusement cloisonnées et les membres du comité savent peu de choses les uns des autres, à commencer par leur vrai nom. Suzanne Moons est connue sous le pseudonyme de Brigitte. Sa tâche ne se limite pas cependant à la recherche de lieux sûrs, souvent elle y accompagne elle-même les enfants, puis apporte l'argent, des vêtements, de la nourriture ... etc.
La Jeunesse ouvrière chrétienne est un soutien important pour le Comité de défense des juifs, le Père Pierre Capart, en plus d'assurer l'hébergement de 58 enfants dans les centres de la JOC, sert d'intermédiaire pour la transmission des demandes d'aide,,.
Après la Libération, Suzanne Moons aide encore au retour des enfants dans les familles, lorsque c'est possible.
Elle meurt, épuisée, chez elle, au 71A rue de la Victoire à Saint-Gilles le 2 septembre 1946. Deux des enfants qu'elle a sauvés sont venus de leur home à Oostduinkerke assister à ses funérailles, sans qu'on sache comment ils en ont été informés.

## Reconnaissances
- En 1999, Suzanne Moons est reconnue « Juste parmi les Nations» le 12 janvier 1999, à titre posthume, en même temps que Adolphe Molter et Claire Murdoch[10]. Lors de la cérémonie de remise de médailles qui a lieu le 14 décembre 1999 à Bruxelles, des discours sont prononcés par Elie Antebie, représentant l’État d’Israël et  Andrée Geulen, qui rend hommage au dévouement de Suzanne Moons au détriment de sa santé[5].